# 馆使寺

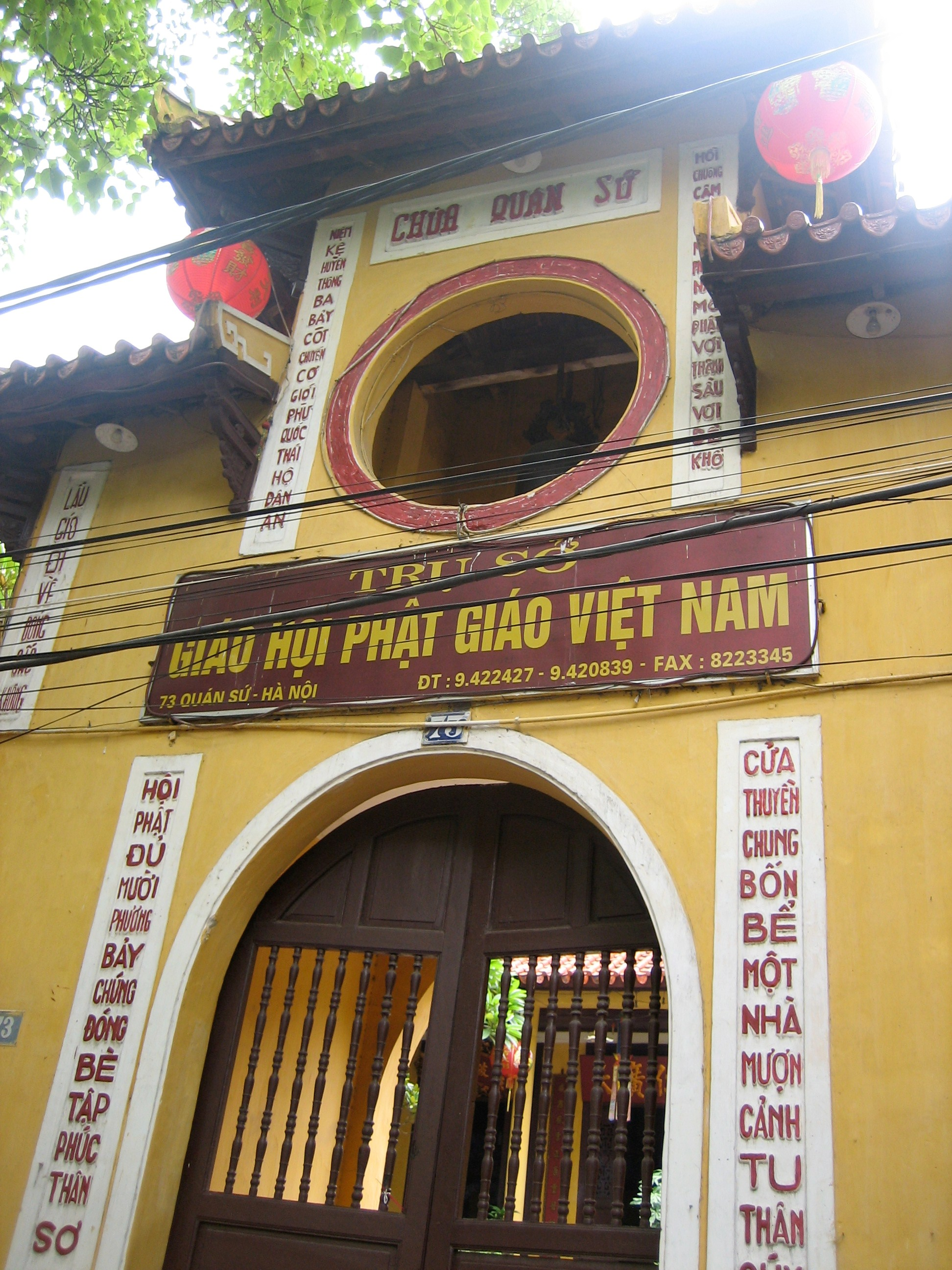
馆使寺

館使寺（越南语：／）是越南河内的一座佛寺，位於館使街73號。該寺為越南佛教僧伽會總部。

## 历史
館使寺始建於15世紀後黎朝。根據《皇黎一統志》，黎世宗在位期間，占城、寮國常差遣使者向大越（黎朝越南的正式名稱）進貢。因此，皇帝下令建造館使（使館）建築，以接待來到升龍的外國使節。而由於這些使節篤信佛教，他們便決定同時在此建造一座佛寺。到了今天，使館已不復在，只留下了佛寺。